# Olešná
Olešná és un poble i municipi d'Eslovàquia que es troba a la regió de Žilina, al centre-nord del país.

## Demografia
| Godina             | 1994 | 2004   | 2014   | 2024   |
| ------------------ | ---- | ------ | ------ | ------ |
| Nombre de persones | 2184 | 2047   | 1949   | 1890   |
| Diferència         |      | −6,27% | −4,78% | −3,02% |

| Godina             | 2023 | 2024   |
| ------------------ | ---- | ------ |
| Nombre de persones | 1900 | 1890   |
| Diferència         |      | −0,52% |